# George Ure Skinner
George Ure Skinner (18 de marzo de 1804 - Aspinwall, 9 de enero de 1867) fue un comerciante, botánico, y explorador escocés. Era el segundo hijo del reverendo John Skinner, decano de Dunkeld y Dunblane. De niño fue amante de la naturaleza; y en su primera juventud se unió a la Marina de guerra. Su padre tenía otros planes para él, sin embargo, y en deferencia a los deseos de su padre se convirtió en un empleado de la casa bancaria de Barclay, Bevan & Co. de Londres. Posteriormente, se apartó a Leeds, donde entró como comerciante general. En 1831, se produjo un aumento de las relaciones comerciales con la República de Guatemala, y Skinner a la vez zarpó hacia ese país. Allí entró en alianza con McKlee, por lo que la casa de comercio pasó a ser McKlee, Skinner, & Co.
Después de haber trabajado toda su vida, decidió retirarse de los negocios, poniendo sus treinta y cinco años de recolección atrás y el resto de su vida permaneció en su tierra natal. Era viudo desde hacía muchos años; cerca de Malvern, Inglaterra. Fue de Inglaterra hasta Guatemala el 2 de diciembre de 1866 con la intención de liquidar sus asuntos y luego regresar a Inglaterra en el otoño del próximo año. Si hubiera sido capaz de llevar a cabo ese plan, se habría cruzado el océano Atlántico cuarenta veces. Pero el destino decretó lo contrario sin embargo. Llegó a Colón la primera semana de enero de 1867 y cruzó por ferrocarril a Panamá. Al comprobar que el primer barco en el puerto del Pacífico estaba hacinado, decidió esperar una semana hasta la llegada del siguiente buque. Mientras tanto se dedicó a recoger plantas y pájaros con su entusiasmo habitual. El domingo de esa semana volvió a Colón para los servicios de la iglesia, de cenar en la noche a bordo del Danubio. Allí, se presume, contrajo fiebre amarilla, para el lunes se sentía incómodo; el martes ya estaba gravemente enfermo, y el miércoles 9 de enero, murió.

## Algunas publicaciones
- 2000. Orchids and ordeals in Guatemala and England, 1830 to 1867: 265 letters by George Ure Skinner and friends. 215 pp.

## Eponimia
- (Adiantaceae) Cheilanthes skinneri (Hook.) R.M.Tryon & A.F.Tryon[1]
- (Orchidaceae) Barkeria skinneri Paxton[2]
- (Orchidaceae) Cattleya skinneri Bateman[3]
- (Orchidaceae) Guarianthe skinneri (Bateman) Dressler & W.E.Higgins[4]
- (Orchidaceae) Lycaste skinneri Lindl.[5]
- (Orchidaceae) Mormodes skinneri Rchb.f.[6]
- (Pinaceae) Pinus skinneri Hort. ex Carrière[7]
- (Woodsiaceae) Athyrium skinneri (Baker) Copel.[8]
- (Zamiaceae) Zamia skinneri Warsz.[9]